# Palais épiscopal de Salamanque

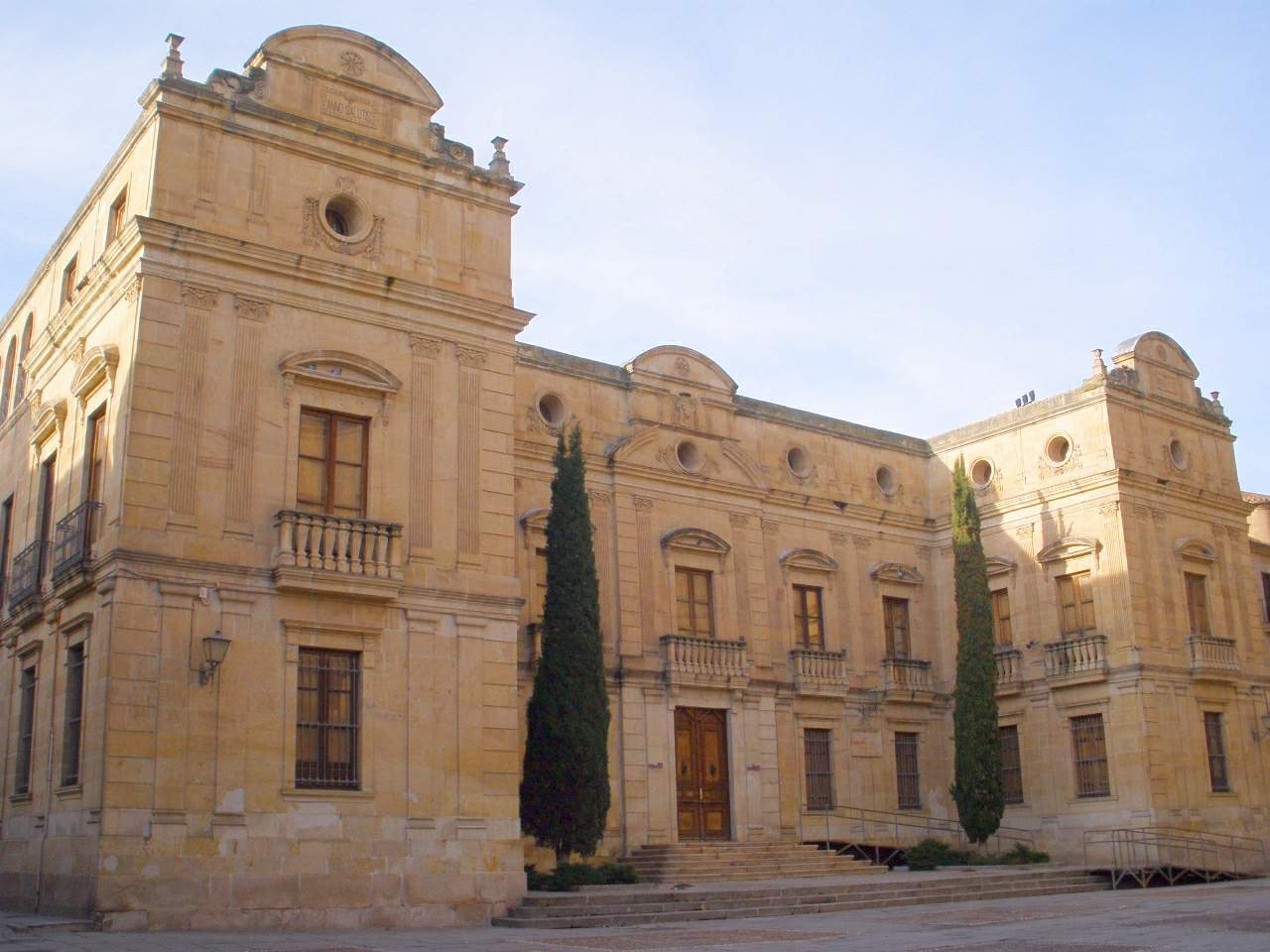
Façade principale du palais épiscopal.

Le palais épiscopal de Salamanque a été la résidence des évêques de Salamanque (Espagne) jusqu'en 1964. Il héberge depuis le musée d'histoire de Salamanque.

## Description et historique

### Le nouveau palais du XIXe siècle
Le palais se trouve au même endroit que l'ancien palais épiscopal de Salamanque, détruit au XIXe siècle en raison de son mauvais état. L'actuel palais a été projeté en 1886, bien qu'il n'ait été inauguré qu'en 1890.
Tout le palais est un bâtiment éclectique d'inspiration classique.

### Quartier général de Franco
Aux débuts de la guerre civile espagnole le palais épiscopal a été utilisé comme quartier général de Franco (l'évêque Plá y Deniel le lui a cédé).

### Musée d'histoire de Salamanque
Parmi les fonds, on trouve quelques maquettes, comme celle en bois de cèdre de la mairie de Salamanque, réalisée par Andrés García de Quiñones, et quelques objets personnels du Duc de Wellington et du musicien salmantin Tomás Bretón.